# Günther Angern
 Günther Angern  (5 mars 1893 Kolberg - 2 février 1943, Stalingrad) est un général allemand de la Seconde Guerre mondiale.

## Biographie
Günther Angern est le fils du major général Johannes Angern (de) et de Clara Ida Hedwig, née Mehls.
Il s'engage dans l'armée prussienne le 1er avril 1911 en tant que porte-drapeau. Le 18 novembre 1912, il est promu au grade de lieutenant en tant que membre du 6e régiment de chasseurs à cheval (de). Durant la Première Guerre mondiale, il est soldat dans l'infanterie.
En 1938, il rejoint la Wehrmacht. Au début de la Seconde Guerre mondiale, il commande la 11e Panzerdivision du 1er août 1940 au 15 août 1941 comme Oberst. Le 15 août 1941, il participe à l'opération Barbarossa et est promu Generalmajor. Le 15 septembre 1942, il commande la 16e Panzerdivision et participe à la bataille de Stalingrad. En novembre 1942, sa division est réduite à  4 000 soldats et il reçoit l'ordre de se retirer derrière le fleuve Donets,.
Quand l'Armée rouge commence une contre-offensive pour encercler Stalingrad, elle piège plusieurs éléments de sa division dans la ville avec la 6e armée (Allemagne). Angern est resté avec ses hommes à Stalingrad et est promu au grade de Generalleutnant le 21 janvier 1943.
L'Armée rouge pousse les Allemands dans la partie orientale du périmètre de Stalingrad et en janvier 1943, avec d'autres officiers d'état-major de la division, ils envisagent de tenter d'échapper à l'encerclement en passant la ligne de front avec des uniformes de l'Armée rouge et accompagnés d'Hiwi, mais cela sera sans suite. Angern se suicide le 2 février 1943 à la fin de la bataille de Stalingrad,.